# Medaliści mistrzostw świata w kolarstwie szosowym – drużynowa jazda na czas mężczyzn
Pełna lista medalistów mistrzostw świata w kolarstwie szosowym w drużynowej jeździe na czas mężczyzn.

## Wyniki

### Drużyny narodowe (1962-1994)
| Lp. | Rok  | Miejsce                      | Dystans | Złoto                                                                                  | Srebro                                                                               | Brąz                                                                                     |
| --- | ---- | ---------------------------- | ------- | -------------------------------------------------------------------------------------- | ------------------------------------------------------------------------------------ | ---------------------------------------------------------------------------------------- |
| 1   | 1962 | Salò, Włochy                 | 100,0   | Włochy · Mario Maino · Antonio Tagliani · Dino Zandegù · Danilo Grassi                 | Dania · Ole Ritter · Vagn Bangsborg · Mogens Tvilling · Ole Krøier                   | Urugwaj · Rubén Etchebarne · Juan José Timón · Vid Cencic · René Pezzati                 |
| 2   | 1963 | Ronse, Belgia                | 100,0   | Francja · Michel Bechet · Dominique Motte · Marcel-Ernest Bidault · Georges Chappe     | Włochy · Mario Maino · Pasquale Fabbri · Danilo Grassi · Dino Zandegù                | ZSRR · Wiktor Kapitonow · Jurij Mielichow · Gajnan Sajdchużyn · Anatolij Olizarienko     |
| 3   | 1964 | Sallanches, Francja          | 100,0   | Włochy · Severino Andreoli · Luciano Dalla Bona · Pietro Guerra · Ferruccio Manza      | Hiszpania · Luis Pedro Santamarina · Ramón Sáez · José Goyeneche · Ginés García      | Belgia · René Heuvelmans · Roland De Neve · Roland Van De Rijse · Albert Van Vlierberghe |
| 4   | 1965 | San Sebastián, Hiszpania     | 100,0   | Włochy · Pietro Guerra · Luciano Dalla Bona · Mino Denti · Giuseppe Soldi              | Hiszpania · Ventura Díaz · José Manuel López · José Manuel Lasa · Domingo Perurena   | Francja · André Desvages · Gérard Swertvaeger · Henri Heintz · Claude Lechatellier       |
| 5   | 1966 | Nürburgring, RFN             | 100,0   | Dania · Verner Blaudzun · Jørgen Emil Hansen · Flemming Wisborg · Ole Højlund Pedersen | Holandia · Eddy Beugels · Harry Steevens · Tiemen Groen · Marinus Wagtmans           | Włochy · Attilio Benfatto · Luciano Dalla Bona · Pietro Guerra · Mino Denti              |
| 6   | 1967 | Heerlen, Holandia            | 96,4    | Szwecja · Gösta Pettersson · Sture Pettersson · Erik Pettersson · Tomas Pettersson     | Dania · Henning Petersen · Leif Mortensen · Jørgen Emil Hansen · Verner Blaudzun     | Włochy · Lorenzo Bosisio · Benito Pigato · Vittorio Marcelli · Flavio Martini            |
| 7   | 1968 | Montevideo, Urugwaj          | 100,0   | Szwecja · Gösta Pettersson · Sture Pettersson · Erik Pettersson · Tomas Pettersson     | Szwajcaria · Walter Bürki · Robert Thalmann · Erich Spahn · Bruno Hubschmid          | Włochy · Benito Pigato · Giovanni Bramucci · Vittorio Marcelli · Flavio Martini          |
| 8   | 1969 | Brno, Czechosłowacja         | 96,9    | Szwecja · Gösta Pettersson · Sture Pettersson · Erik Pettersson · Tomas Pettersson     | Dania · Leif Mortensen · Jørn Lund · Jørgen Emil Hansen · Mogens Frey                | Szwajcaria · Xaver Kurmann · Bruno Hubschmid · Josef Fuchs · Walter Bürki                |
| 9   | 1970 | Leicester, Wielka Brytania   | 96,9    | ZSRR · Walerij Jardy · Wiktor Sokołow · Walerij Lichaczow · Boris Szuchow              | Czechosłowacja · František Řezáč · Petr Matoušek · Milan Puzrla · Jiří Mainuš        | Holandia · Fedor den Hertog · Popke Oosterhof · Tino Tabak · Adri Duyker                 |
| 10  | 1971 | Mendrisio, Szwajcaria        | 100,0   | Belgia · Gustaaf Hermans · Gustaaf Van Cauter · Louis Verreydt · Ludo Van Der Linden   | Holandia · Fedor den Hertog · Adri Duyker · Frits Schur · Aad van den Hoek           | Polska · Edward Barcik · Stanisław Szozda · Jan Smyrak · Lucjan Lis                      |
| 11  | 1973 | Barcelona, Hiszpania         | 100,0   | Polska · Tadeusz Mytnik · Lucjan Lis · Stanisław Szozda · Ryszard Szurkowski           | ZSRR · Giennadij Komnatow · Siergiej Sinicyn · Boris Szuchow · Jurij Michajłow       | Szwecja · Tord Filipsson · Lennart Fagerlund · Leif Hansson · Sven-Åke Nilsson           |
| 12  | 1974 | Montreal, Kanada             | 100,0   | Szwecja · Tord Filipsson · Lennart Fagerlund · Bernt Johansson · Sven-Åke Nilsson      | ZSRR · Giennadij Komnatow · Walerij Czapłygin · Władimir Kaminski · Rinat Szarafulin | NRD · Hans-Joachim Hartnick · Karl-Dietrich Diers · Gerhard Lauke · Horst Tischoff       |
| 13  | 1975 | Yvoir, Belgia                | 100,0   | Polska · Tadeusz Mytnik · Mieczysław Nowicki · Ryszard Szurkowski · Stanisław Szozda   | ZSRR · Giennadij Komnatow · Aavo Pikkuus · Władimir Kaminski · Walerij Czapłygin     | Czechosłowacja · Petr Matoušek · Vlastimil Moravec · Vladimír Vondráček · Petr Bucháček  |
| 14  | 1977 | San Cristóbal, Wenezuela     | 100,0   | ZSRR · Walerij Czapłygin · Aavo Pikkuus · Władimir Kaminski · Anatolij Czukanow        | Włochy · Mirko Bernardi · Mauro De Pellegrin · Vito Da Ros · Dino Porrini            | Polska · Tadeusz Mytnik · Mieczysław Nowicki · Czesław Lang · Stanisław Szozda           |
| 15  | 1978 | Nürburgring, RFN             | 100,0   | Holandia · Bert Oosterbosch · Jan van Houwelingen · Guus Bierings · Bart van Est       | ZSRR · Aavo Pikkuus · Władimir Kaminski · Władimir Kuzniecow · Algimantas Guzevičius | Szwajcaria · Gilbert Glaus · Stefan Mutter · Richard Trinkler · Kurt Ehrensperger        |
| 16  | 1979 | Valkenburg, Holandia         | 100,0   | NRD · Bernd Drogan · Hans-Joachim Hartnick · Falk Boden · Andreas Petermann            | Polska · Witold Plutecki · Stefan Ciekański · Jan Jankiewicz · Czesław Lang          | Norwegia · Geir Digerud · Jostein Wilmann · Hans Petter Ødegård · Morten Sæther          |
| 17  | 1981 | Praga, Czechosłowacja        | 100,0   | NRD · Bernd Drogan · Falk Boden · Mario Kummer · Olaf Ludwig                           | ZSRR · Siergiej Kadacki · Oleg Łogwin · Jurij Kaszyrin · Anatolij Jarkin             | Czechosłowacja · Milan Jurčo · Michal Klasa · Alipi Kostadinov · Jiří Škoda              |
| 18  | 1982 | Goodwood, Wielka Brytania    | 100,0   | Holandia · Frits van Bindsbergen · Maarten Ducrot · Gerrit Solleveld · Gerard Schipper | Szwajcaria · Alfred Achermann · Daniel Heggli · Richard Trinkler · Urs Zimmermann    | ZSRR · Oleg Łogwin · Jurij Kaszyrin · Siergiej Woronin · Ołeh Czużda                     |
| 19  | 1983 | Altenrhein, Szwajcaria       | 100,0   | ZSRR · Jurij Kaszyrin · Ołeh Czużda · Siergiej Nowołokin · Ołeksandr Zinowjew          | Szwajcaria · Benno Wiss · Othmar Häfliger · Daniel Heggli · Heinz Imboden            | Norwegia · Dag Hopen · Hans Petter Ødegård · Terje Gjengaar · Tom Pedersen               |
| 20  | 1985 | Giavera del Montello, Włochy | 100,0   | ZSRR · Ołeksandr Zinowjew · Igor Sumnikow · Wiktor Klimow · Wasilij Żdanow             | Czechosłowacja · Vladimír Hrůza · Milan Křen · Michal Klasa · Milan Jurčo            | Włochy · Eros Poli · Claudio Vandelli · Massimo Podenzana · Marcello Bartalini           |
| 21  | 1986 | Colorado Springs, USA        | 100,0   | Holandia · Rob Harmeling · John Talen · Tom Cordes · Gerrit de Vries                   | Włochy · Flavio Vanzella · Mario Scirea · Massimo Podenzana · Eros Poli              | NRD · Uwe Ampler · Mario Kummer · Uwe Raab · Dan Radtke                                  |
| 22  | 1987 | Villach, Austria             | 100,0   | Włochy · Roberto Fortunato · Eros Poli · Mario Scirea · Flavio Vanzella                | ZSRR · Wiktor Klimow · Asjat Saitow · Igor Sumnikow · Jewhen Zahrebelny              | Austria · Helmut Wechselberger · Bernhard Rassinger · Mario Traxl · Johann Lienhart      |
| 23  | 1989 | Chambéry, Francja            | 100,0   | NRD · Mario Kummer · Maik Landsmann · Jan Schur · Falk Boden                           | Polska · Zenon Jaskuła · Joachim Halupczok · Marek Leśniewski · Andrzej Sypytkowski  | ZSRR · Jurij Manujłow · Wiktor Klimow · Jewhen Zahrebelny · Ołeh Hałkin                  |
| 24  | 1990 | Utsunomiya, Japonia          | 100,0   | ZSRR · Ołeh Hałkin · Rusłan Zotow · Igor Patienko · Aleksandr Markowniczenko           | NRD · Maik Landsmann · Uwe Peschel · Uwe Berndt · Falk Boden                         | RFN · Rolf Aldag · Kai Hundertmarck · Raimund Lehnert · Michael Rich                     |
| 25  | 1991 | Stuttgart, Niemcy            | 99,1    | Włochy · Flavio Anastasia · Luca Colombo · Gianfranco Contri · Andrea Peron            | Niemcy · Bernd Dittert · Michael Rich · Uwe Berndt · Uwe Peschel                     | Norwegia · Stig Kristiansen · Johnny Sæther · Roar Skaane · Bjørn Stenersen              |
| 26  | 1993 | Oslo, Norwegia               | 100,0   | Włochy · Rossano Brasi · Gianfranco Contri · Rosario Fina · Cristian Salvato           | Niemcy · Christian Meyer · Uwe Peschel · Michael Rich · Andreas Walzer               | Szwajcaria · Roman Jeker · Beat Meister · Markus Kennel · Roland Meier                   |
| 27  | 1994 | Agrigento, Włochy            | 100,0   | Włochy · Cristian Salvato · Gianfranco Contri · Luca Colombo · Dario Andriotto         | Francja · Jean François Anti · Dominique Bozzi · Pascal Deramé · Christophe Moreau   | Niemcy · Ralf Grabsch · Uwe Peschel · Michael Rich · Jan Schaffrath                      |

#### Tabela medalowa
| Miejsce | Państwo              |   |   |   | Razem |
| ------- | -------------------- | - | - | - | ----- |
| 1.      | Włochy               | 7 | 3 | 4 | 14    |
| 2.      | ZSRR                 | 5 | 6 | 3 | 14    |
| 3.      | Szwecja              | 4 | 0 | 1 | 5     |
| 4.      | Holandia             | 3 | 2 | 1 | 6     |
| 5.      | NRD                  | 3 | 1 | 2 | 6     |
| 6.      | Polska               | 2 | 2 | 2 | 6     |
| 7.      | Dania                | 1 | 3 | 0 | 4     |
| 8.      | Francja              | 1 | 1 | 1 | 3     |
| 9.      | Belgia               | 1 | 0 | 1 | 2     |
| 10.     | Szwajcaria           | 0 | 3 | 3 | 6     |
| 11.     | Czechosłowacja       | 0 | 2 | 2 | 4     |
|         | Niemcy (razem z RFN) | 0 | 2 | 2 | 4     |
| 13.     | Hiszpania            | 0 | 2 | 0 | 2     |
| 14.     | Norwegia             | 0 | 0 | 3 | 3     |
| 15.     | Austria              | 0 | 0 | 1 | 1     |
|         | Urugwaj              | 0 | 0 | 1 | 1     |

### Zawodowe grupy kolarskie (2012-2018)
| Lp. | Rok  | Miejsce               | Dystans | Złoto | Srebro | Brąz |
| --- | ---- | --------------------- | ------- | --- | --- | --- |
| 1   | 2012 | Valkenburg, Holandia  | 53,2 km | Omega Pharma-Quick Step Tom Boonen Sylvain Chavanel Tony Martin Niki Terpstra Kristof Vandewalle Peter Velits         | BMC Racing Team Alessandro Ballan Philippe Gilbert Taylor Phinney Marco Pinotti Manuel Quinziato Tejay van Garderen | Orica-GreenEDGE Sam Bewley Luke Durbridge Sebastian Langeveld Cameron Meyer Jens Mouris Svein Tuft             |
| 2   | 2013 | Florencja, Włochy     | 57,2 km | Omega Pharma-Quick Step Sylvain Chavanel Michał Kwiatkowski Tony Martin Niki Terpstra Kristof Vandewalle Peter Velits | Orica-GreenEDGE Luke Durbridge Michael Hepburn Daryl Impey Brett Lancaster Jens Mouris Svein Tuft                   | Sky Procycling Edvald Boasson Hagen Chris Froome Wasil Kiryjenka Richie Porte Kanstancin Siucou Geraint Thomas |
| 3   | 2014 | Ponferrada, Hiszpania | 57,1 km | BMC Racing Team Rohan Dennis Silvan Dillier Daniel Oss Manuel Quinziato Tejay van Garderen Peter Velits               | Orica-GreenEDGE Luke Durbridge Michael Hepburn Damien Howson Brett Lancaster Jens Mouris Svein Tuft                 | Omega Pharma-Quick Step Tom Boonen Michał Kwiatkowski Tony Martin Pieter Serry Niki Terpstra Julien Vermote    |
| 4   | 2015 | Richmond, USA         | 38,8 km | BMC Racing Team Rohan Dennis Silvan Dillier Daniel Oss Manuel Quinziato Tejay van Garderen Stefan Küng                | Etixx - Quick Step Tom Boonen Michał Kwiatkowski Tony Martin Yves Lampaert Niki Terpstra Rigoberto Urán             | Movistar Team Andrey Amador Jonathan Castroviejo Alex Dowsett Ion Izagirre Adriano Malori Jasha Sütterlin      |
| 5   | 2016 | Doha, Katar           | 40 km   | Etixx - Quick Step Bob Jungels Marcel Kittel Tony Martin Yves Lampaert Niki Terpstra Julien Vermote                   | BMC Racing Team Rohan Dennis Stefan Küng Daniel Oss Manuel Quinziato Taylor Phinney Joey Rosskopf                   | Orica-BikeExchange Luke Durbridge Michael Hepburn Alex Edmondson Daryl Impey Michael Matthews Svein Tuft       |
| 6   | 2017 | Bergen, Norwegia      | 42,5 km | Team Sunweb Tom Dumoulin Lennard Kämna Wilco Kelderman Søren Kragh Andersen Michael Matthews Sam Oomen                | BMC Racing Team Rohan Dennis Stefan Küng Daniel Oss Silvan Dillier Tejay van Garderen Miles Scotson                 | Team Sky Owain Doull Chris Froome Vasil Kiryienka Michał Kwiatkowski Gianni Moscon Geraint Thomas              |
| 7   | 2018 | Innsbruck, Austria    | 62,8 km | Quick-Step Floors Kasper Asgreen Laurens De Plus Bob Jungels Yves Lampaert Maximilian Schachmann Niki Terpstra        | Team Sunweb Tom Dumoulin Chad Haga Wilco Kelderman Søren Kragh Andersen Michael Matthews Sam Oomen                  | BMC Racing Team Rohan Dennis Stefan Küng Patrick Bevin Damiano Caruso Tejay van Garderen Greg Van Avermaet     |

#### Tabela medalowa
| Miejsce | Państwo                           |   |   |   | Razem |
| ------- | --------------------------------- | - | - | - | ----- |
| 1.      | Quick-Step Floors Belgia          | 4 | 1 | 1 | 6     |
| 2.      | BMC Racing Team Stany Zjednoczone | 2 | 3 | 1 | 6     |
| 3.      | Team Sunweb Niemcy                | 1 | 1 | 0 | 2     |
| 4.      | Mitchelton-Scott Australia        | 0 | 2 | 2 | 4     |
| 5.      | Team Sky Wielka Brytania          | 0 | 0 | 2 | 2     |
| 6.      | Movistar Team Hiszpania           | 0 | 0 | 1 | 1     |